# Césaré
Pour les articles ayant des titres homophones, voir Césarée (homonymie).
 (août 2024).
Césaré est l’un des 8 Centres nationaux de création musicale répartis sur l’ensemble du territoire français. Sa mission est de favoriser l’émergence d’œuvres originales à la frontière des styles musicaux et des disciplines artistiques par une politique de résidence, de production et de transmission.
Il est coproducteur de FARaway - Festival des Arts à Reims, imaginé par 7 scènes culturelles rémoises.

## Dates clés

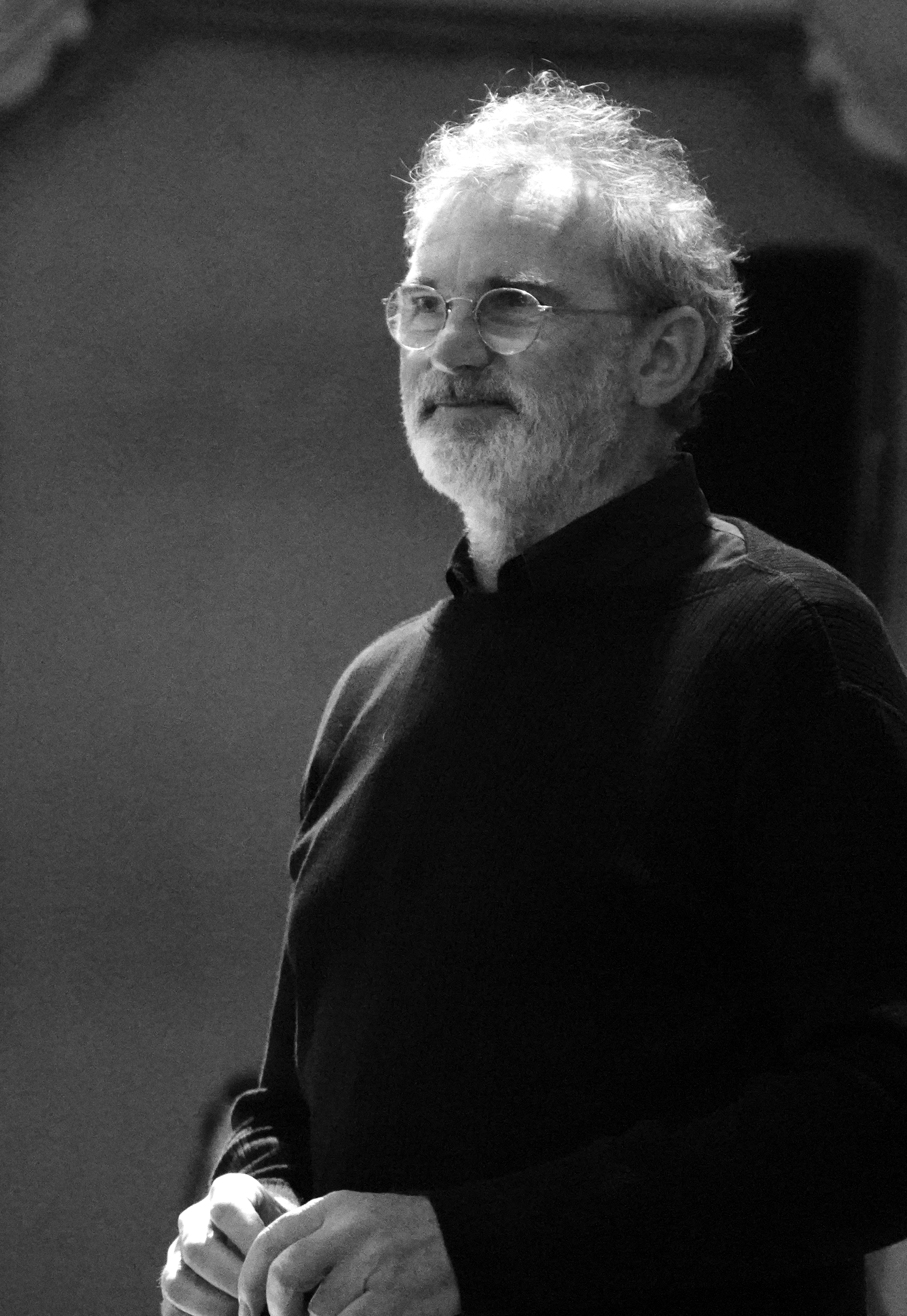
Christian Sebille lors du Festival Avant-Garde.

- 1989 : Création de l’association CÉSARÉ par Christian Sebille qui signifie Culture, Enjeux Sociaux, Art et Recherche, domiciliée à Epernay
- 1993 : Césaré s’installe à Reims, rue Hincmar
- 2006 : Césaré reçoit le label de centre national de création musicale délivré par le ministère de la Culture
- 2010 : Césaré s’installe dans ses nouveaux locaux situés à Bétheny aux Docks Rémois
- 2011 : Césaré est dirigé par Philippe Le Goff
- 2022 : Philippe Gordiani reprend la direction de Césaré.

## Illustrations photographiques

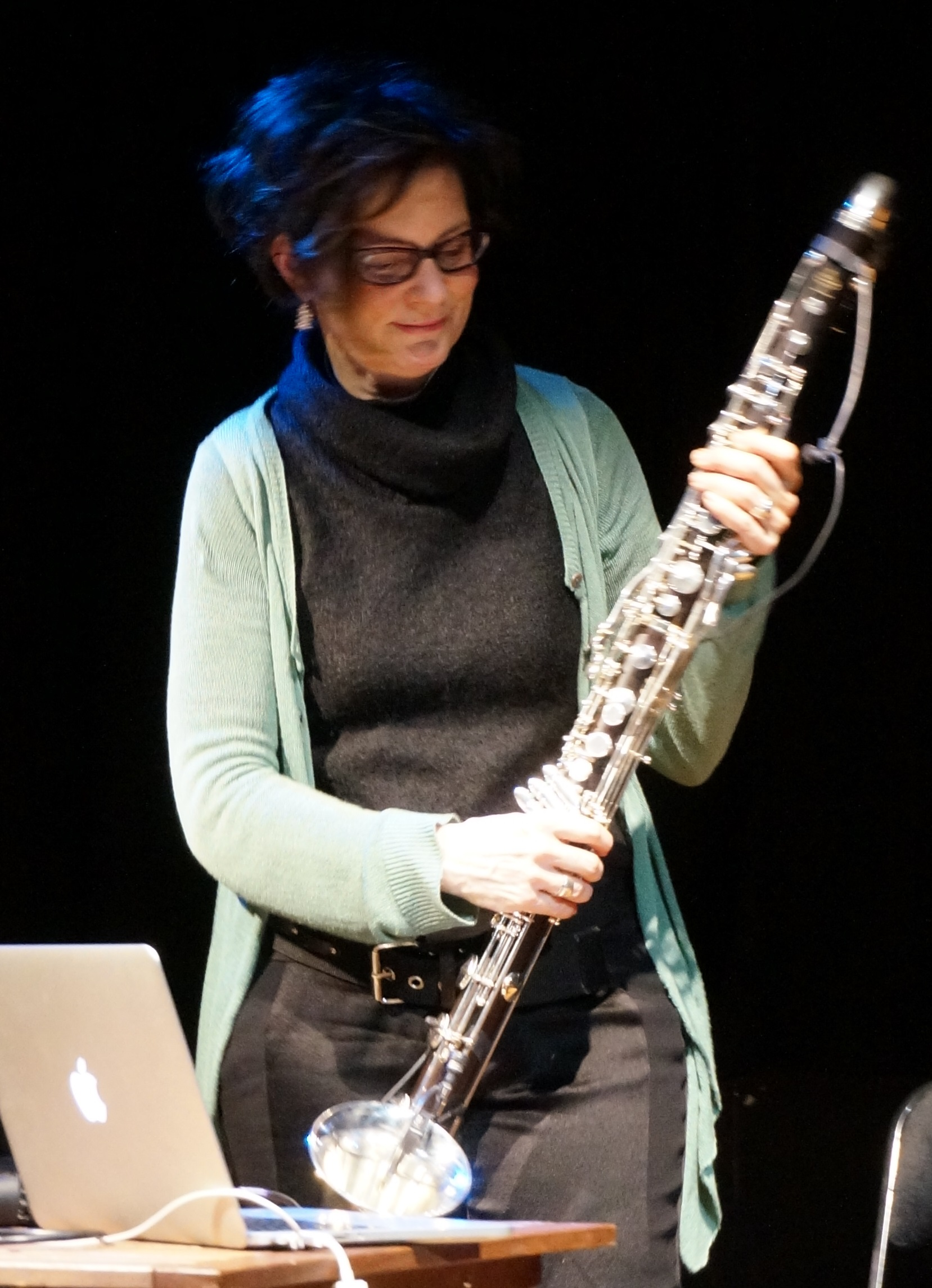
Carol Robinson studio Luc Ferrari à Césaré
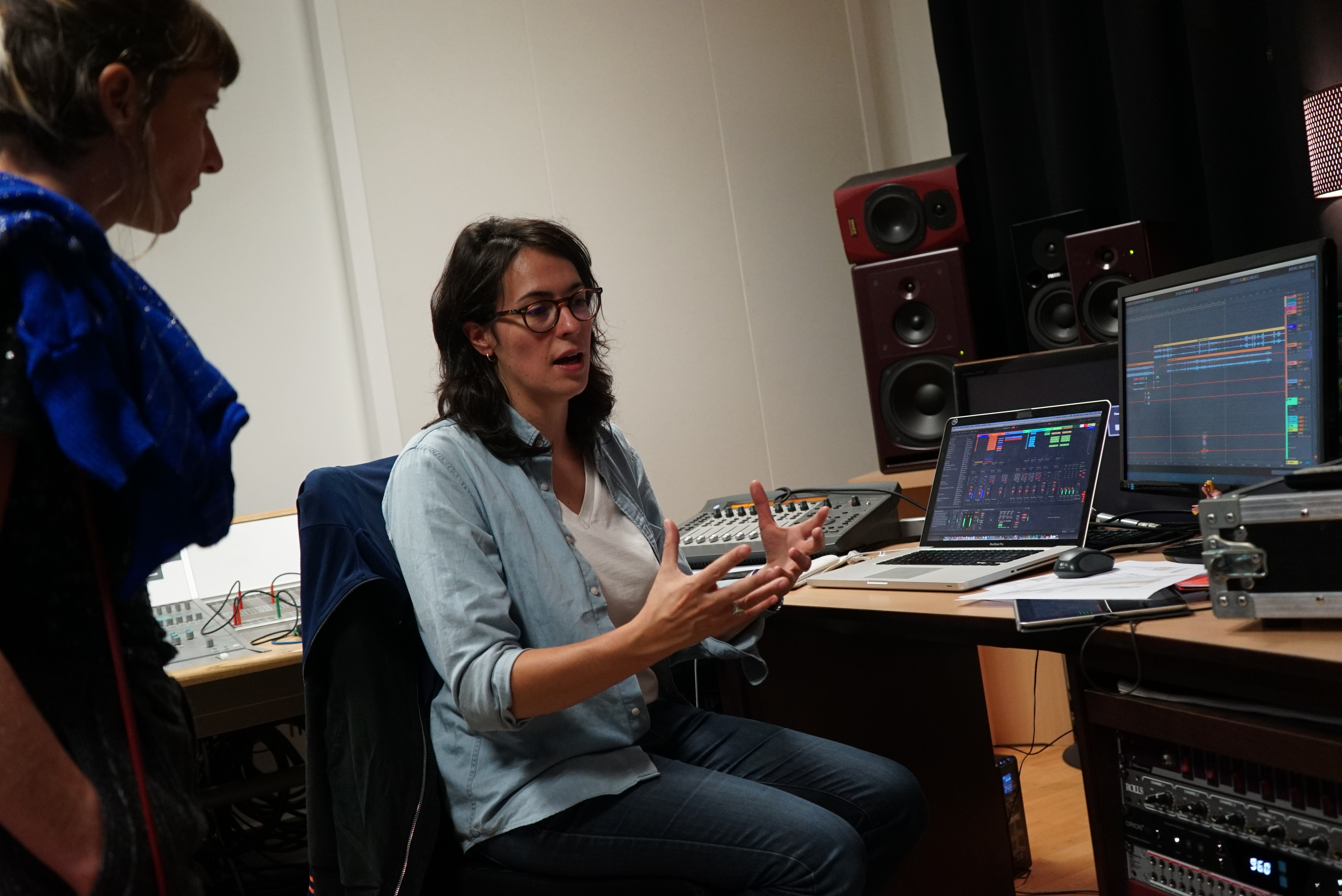
Méryll Ampe dans le studio Pierre Henry
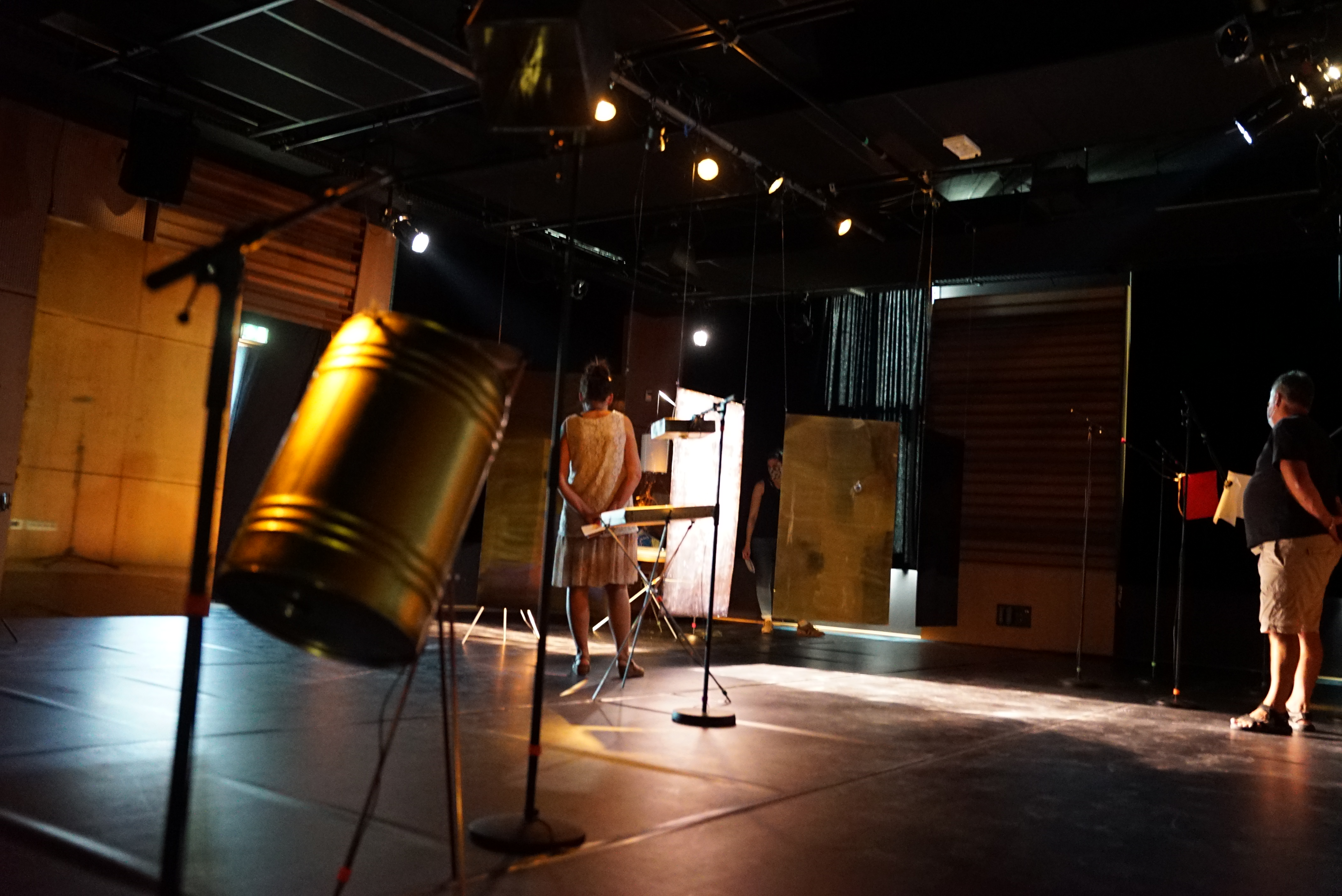
"Prendre corps", installation d'Elsa Biston - Studio Luc Ferrari